# Hansa-Jolle
Die Hansa-Jolle wurde 1947 von Henry Rasmussen, dem Gründer der renommierten Bootswerft Abeking & Rasmussen (A&R), auf der Basis eines ersten Entwurfs aus dem Jahr 1920 vorgestellt. Damals baute Henry Rasmussen für zwei Kopenhagener Freunde eine kleine Jolle namens Viska, mit der einhand längere Reisen im skandinavischen Ostseeraum gemacht wurden. Die besonders guten Erfahrungen mit der Jolle machten Mut für einen Neuanfang der Werft nach dem Krieg, da aufgrund von Vorschriften der Besatzungsmächte keine größeren Boote gebaut werden durften. Der Viska-Entwurf bekam mehr Freibord und Tiefgang und vor allem einen festen, abschließbaren Kajütaufbau.

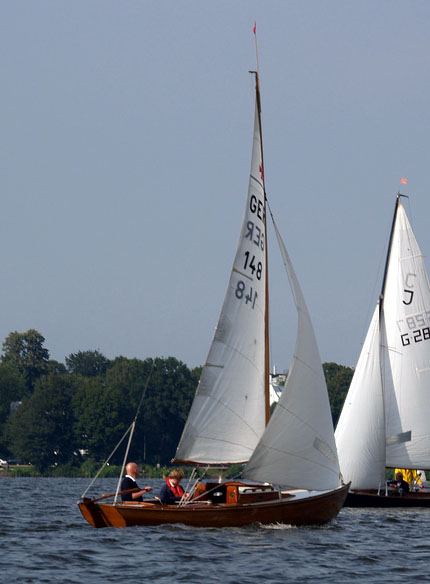
Hansa-Jolle

Abeking & Rasmussen bauten unter dem Namen „Hansa-Jolle“ diese Jolle circa 20 Jahre lang in größeren Stückzahlen. Sie war aufgrund ihrer besonders guten Segeleigenschaften bald auf vielen Revieren zu finden. Im Jahr 1960 wurde sie dann als Nationale Klasse des DSV anerkannt. Die Werft A&R, die bisher das Monopol für den Bau der Hansa-Jolle hatte, gab die Pläne frei für den Bau durch andere Bootswerften.
Die Bezeichnung Jolle ist eigentlich irreführend, denn die Hansa-Jolle ist mit ihrer festen Flosse und mit ihrem Tiefgang von 50 cm ein Kielschwerter. Der Ballastkiel von 150 kg und die Breite von 1,65 Meter geben dem Segelboot Stabilität, aber es hat immer noch den Charakter einer Jolle. Die Besegelung mit 14 m² am Wind ist gut abgestimmt und erlaubt noch ein sicheres Segel auch in rauen Küstengewässern, wo das Boot mit kabbeliger See gut fertig wird. Aufgrund seiner ausgeglichenen Rumpfform und Linienführung können auch auf Binnengewässern bei leichten Winden gute Geschwindigkeiten erzielt werden. Der Rumpf des Bootes wird mit Eiche-Innenverbänden und Mahagoni-Außenhaut rundspantig gebaut. Die eng stehenden Spanten mit Bodenwrangen an jedem zweiten Spant ergeben einen festen Verband. Der Aufbau und die Einrichtung der Plicht besteht aus Mahagoni. Der Schwertkasten liegt bis auf eine kleine Erhöhung für die Holnase hinter dem Aufbau unter dem Fußboden und stört kaum. Die Hansa-Jolle ist durch abgeschottete und mit Festschaum gefüllte Auftriebstanks unsinkbar.
Einem breiteren Publikum wurde die Hansa-Jolle bekannt durch zwei heute berühmte Segler:
- Der dreifache Weltumsegler Rollo Gebhard (1921–2013) segelte 1959 mit seiner ersten Solveig, einer Hansa-Jolle von Abeking & Rasmussen über das Mittelmeer nach Tunis und mit diesem Boot 1960/61 nochmals spektakulär über das Mittelmeer, durch den Suez-Kanal über das Rote Meer bis nach Mukalla in den Golf von Aden.

- Der zweifache deutsche Einhand-Weltumsegler Wilfried Erdmann (1940–2023) unternahm 2003 eine 144 Tage dauernde Segelreise (1268 Seemeilen) mit einer 1954 von A&R gebauten Hansa-Jolle (Kathena Gunilla) durch die norddeutschen Küstengewässer und die Seenplatte Mecklenburg-Vorpommerns.[2]